# Zalaszentlászló, Zala
Zalaszentlászló  este un sat în districtul Zalaszentgrót, județul Zala, Ungaria, având o populație de 841 de locuitori (2011). 

## Demografie
Componența etnică a satului Zalaszentlászló
     Maghiari (93,36%)
     Germani (4,52%)
     Necunoscut (1,2%)
     Romi (0,93%)
     Alții (1,2%)
Componența confesională a satului Zalaszentlászló
     Romano-catolici (60,52%)
     Fără religie (7,49%)
     Necunoscută (31,03%)
     Alte religii (0,95%)
Conform recensământului din 2011, satul Zalaszentlászló avea 841 de locuitori. Din punct de vedere etnic, majoritatea locuitorilor (93,36%) erau maghiari, cu o minoritate de germani (4,52%). Apartenența etnică nu este cunoscută în cazul a 1,2% din locuitori.  Din punct de vedere confesional, majoritatea locuitorilor (60,52%) erau romano-catolici, cu o minoritate de persoane fără religie (7,49%). Pentru 31,03% din locuitori nu este cunoscută apartenența confesională.